# Eleccions legislatives eslovaques de 1994
Les Eleccions legislatives eslovaques de 1994 se celebraren el 30 de setembre i l'1 d'octubre de 1994 per a renovar els 150 membres del Consell Nacional de la República d'Eslovàquia. El partit més votat fou Moviment per una Eslovàquia Democràtica i Vladimír Mečiar fou nomenat primer ministre d'Eslovàquia.

## Resultats
Resum dels resultats electorals d'1 d'octubre de 1994 al Consell Nacional de la República d'Eslovàquia
|                                                                | Moviment per una Eslovàquia Democràtica- Partit Agrari Eslovac (Hnutie za Demokratické Slovensko-Roľnícka Strana Slovenska , HZDS-RSS) | 1.005.448 | 34,97 | 61  |
|                                                                | Elecció Comú, coalició de SDL, SDSS i SZS (Spoločná voľba , SV)                                                                        | 299.496   | 10,41 | 18  |
|                                                                | Partit de la Coalició Hongaresa (Strana Maďarskej Koalície - Magyar Koalíció Pártja, SNS)                                              | 292.936   | 10,19 | 17  |
|                                                                | Moviment Democràtic Cristià (Kresťanskodemokratické hnutie, KDH)                                                                       | 289.987   | 10,08 | 17  |
|                                                                | Unió Democràtica d'Eslovàquia (Demokratická únia Slovenska, DEÚS)                                                                      | 246.444   | 8,57  | 15  |
|                                                                | Unió dels Treballadors d'Eslovàquia (Zdruzenie Robotníkov Slovenska, ZRO)                                                              | 211.321   | 7,35  | 13  |
|                                                                | Partit Nacional Eslovac (Slovenská národná strana, SNS)                                                                                | 155.358   | 5,40  | 9   |
|                                                                | Partit Democràtic (Demokratická strana , DS)                                                                                           | 98.555    | 3,43  | -   |
|                                                                | Partit Comunista d'Eslovàquia (Komunistická Strana Slovenska, KSS)                                                                     | 78.419    | 2,72  | -   |
|                                                                | Unió Socialcristiana d'Eslovàquia (Kresťanská sociálna únia Slovenska , KSUS)                                                          | 59.217    | 2,06  | -   |
|                                                                | Total (participació 84,2%) | 3.876.555 | 100.0 | 150 |
| Font: Resultats oficials Arxivat 2010-02-02 a Wayback Machine. | |           |       |     |